# Grabowica (Lublin)
Pour les articles homonymes, voir Grabowica.
Grabowica (prononciation [ɡrabɔˈvit͡sa]) est un village de la gmina de Susiec, du powiat de Tomaszów Lubelski, dans la voïvodie de Lublin, situé dans l'est de la Pologne.
Il se situe à environ 4 kilomètres au nord-est de Susiec (siège de la gmina), 15 kilomètres à l'ouest de Tomaszów Lubelski (siège du powiat) et 100 kilomètres au sud-est de Lublin (capitale de la voïvodie).
Le village compte approximativement une population de 525 habitants.

## Administration
De 1975 à 1998, le village était attaché administrativement à l'ancienne voïvodie de Zamość.

Depuis 1999, il fait partie de la nouvelle voïvodie de Lublin.